# Giuseppe Quatriglio
Giuseppe Quatriglio (Catania, 30 ottobre 1922 – Palermo, 25 marzo 2017) è stato un giornalista e scrittore italiano.
Autore di opere di narrativa e di saggistica. Collaborava alla rivista "Nuova Antologia" (Firenze). Vincitore dei premi letterari Mondello e Vittorini. Ha ricevuto il premio della Cultura del Consiglio dei ministri nel 1996, 1999 e nel 2004. Tra i suoi libri più noti Mille anni in Sicilia, Viaggio in Sicilia, L'uomo-orologio e Sabìr. I suoi libri più recenti sono i romanzi Il muro di vetro (2005), Bavaria Klinik (2006), L'isola dei miti (2009), L'uomo che non voleva essere padre (2009). Ha pubblicato anche Urla senza suono, un testo sulla sede dell'Inquisizione a Palermo, L'uomo che non voleva essere padre (2009), Immagini del Novecento (2010) e Il romanzo di Cagliostro (2012). 
Nel 2022 è stato costituito il Fondo Giuseppe Quatriglio, dichiarato di interesse culturale dalla Soprintendenza Archivistica della Sicilia-Archivio di Stato con decreto n.19/22. 
I volumi della preziosa biblioteca e l'archivio cartaceo sono stati donati dalla figlia Costanza, regista cinematografica, alla Regione Siciliana e si trovano presso la Biblioteca Centrale della Regione Siciliana Alberto Bombace.

## Biografia
Giornalista professionista e scrittore, è nato a Catania ma ha vissuto sin dall'infanzia a Palermo. È laureato in Giurisprudenza ed ha frequentato un anno accademico negli Stati Uniti, presso la Medill School of Journalism della Northwestern University (Evanston, Illinois), quale vincitore di una borsa di studio Fulbright assegnata nell'ambito di un programma di scambi culturali. Al ritorno dagli Stati Uniti è stato per alcuni anni docente di Tecnica del Giornalismo americano presso l'Istituto di Giornalismo dell'Università di Palermo.
Nel 1982, sulla vita e sulla attività di Giuseppe Quatriglio è stato pubblicato il volume L'isola incantata. Il mondo di Giuseppe Quatriglio dall'Istituto Siciliano di Studi Politici ed Economici.

## Carriera

### Giornalista
Le pubblicazioni alle quali ha collaborato: il settimanale "Sunday Mirror Magazine" di New York durante la sua permanenza negli Stati Uniti e, in Italia, i settimanali "Oggi" (1947-1951) e "La Settimana Incom illustrata" (1958-1960). In tempi recenti ha collaborato a "Il Messaggero" di Roma (1983-1987) e "Il Giorno" di Milano (1990-1995). Ha collaborato al trimestrale "Nuova Antologia" della Fondazione Spadolini-Nuova Antologia di Firenze, e ai quotidiani "Giornale di Sicilia" di Palermo e "America Oggi" di New York. Ha svolto la carriera professionale, a Palermo, nella redazione del "Giornale di Sicilia" completandola quale responsabile delle pagine della Cultura e dello Spettacolo. Ha al suo attivo reportages ospitati da quotidiani nazionali (Torino, Milano, Trieste, Roma, Napoli, Bari, Palermo) da numerosi paesi europei, dalla Spagna alla Russia, dall'Inghilterra alle nazioni scandinave. Ha pubblicato anche corrispondenze dall'Africa, dal Medio Oriente, dagli Stati Uniti, dal Giappone, dalla Tailandia.
Quale critico d'arte ha pubblicato profili di artisti nonché resoconti di mostre su quotidiani e altri periodici, tra cui la rivista "Arte"; un'attività, questa, che gli ha consentito di frequentare i più noti maestri del Novecento, tra i quali Renato Guttuso e Mario Bardi. Ha pubblicato una moderna biografia di Cagliostro, l'avventuriero siciliano del Settecento il cui vero nome era Giuseppe Balsamo. L'opera, edita da Mursia nel 1973, è stata riproposta in edizioni economiche nel 1995 e nel 1997. Ha pubblicato anche una biografia di Cagliostro, Il romanzo di Cagliostro, pubblicata nel 2012 dall'editrice Rubbettino (il volume è stato ampiamente recensito anche da "Corriere della Sera" e "La Repubblica" e all'estero in Francia e in Belgio).

### Scrittore
L'attività di narratore di Giuseppe Quatriglio è illustrata nell'ottavo volume della Storia della Sicilia (Roma, Editalia, 2000), dedicato a Pensiero e cultura letteraria dell'Ottocento e del Novecento. Tra quanti si sono occupati criticamente della sua opera letteraria e di quella saggistica, si ricordano Giuseppe Amoroso, Giuseppe Bonaviri, Matteo Collura, Maria Corti, Salvatore Ferlita, Giulio Ferroni, Giuseppe Galasso, Roberto Gervaso, Antonio Ghirelli, Renato Minore, Anna Longoni, Salvatore Silvano Nigro, Dagmar Reichardt, Francesco Renda, Leonardo Sciascia, Natale Tedesco.
La sua ricostruzione storica Mille anni in Sicilia - Dagli Arabi ai Borboni (Marsilio, 1985), favorevolmente accolta dalla critica e dai lettori, è stata anche tradotta in lingua inglese e pubblicata a New York dalla casa editrice Legas col titolo A Thousand Years in Sicily. Nel 1997, oltre ad essere rieditato negli Stati Uniti, il libro viene pubblicato in giapponese dalla casa editrice Shinhyoron (Tokyo).
All'apparire di Mille anni in Sicilia, lo storico francese Fernand Braudel ha giudicato l'opera "la maniera giusta per presentare al grande pubblico i principali risultati della ricerca erudita". Nel 1989 Quatriglio ha pubblicato, presso l'editore Arnaldo Lombardi, Il viaggio in Sicilia. Da Ibn Giubair a Peyrefitte, una carrellata sui grandi viaggiatori che dal Medioevo al Novecento hanno completato il Grand Tour italiano raggiungendo l'estremo sud dell'Europa. Sempre Lombardi ha pubblicato Tremila anni a Palermo. Storia di una capitale (1999), una sintesi in cento pagine di tre millenni di vicende palermitane. La novità del libro è costituita dalla individuazione delle motivazioni che danno titolo alla città di Palermo per inserirsi tra le aree metropolitane del nuovo millennio.
Quatriglio è approdato alla narrativa nel 1995 pubblicando, per la casa editrice Sellerio, L'uomo-orologio e altre storie. Il volume è stato illustrato con disegni originali di Ugo Attardi, Bruno Caruso, Fabrizio Clerici, Salvatore Fiume, Emilio Greco, Piero Guccione, Renato Guttuso e Aligi Sassu. L'opera, largamente recensita dalla stampa nazionale, ha vinto i premi di narrativa Martoglio, Mignosi, Mondello e Vittorini. Presso la stessa casa editrice è stata pubblicata nel 1999 una seconda opera di narrativa, dal titolo Sabìr, candidata al Premio Strega 2000. Di Quatriglio è la lunga nota nel libro Urla senza suono pubblicato nel 1999 dalla casa editrice Sellerio con testi di Giuseppe Pitré e Leonardo Sciascia relativi ai graffiti e ai disegni dei prigionieri dell'Inquisizione a Palermo. Nel 2001, tre racconti già inclusi nel libro L'uomo–orologio e altre storie sono stati pubblicati (e tradotti in inglese) in un'edizione d'arte a tiratura limitata, dal titolo La donna scarlatta e le ombre, dall'editore-gallerista Leonardo La Rocca, con incisioni di Bruno Caruso, Piero Guccione e Giacomo Porzano.
L'opera più recente (primavera del 2002) è la riedizione ampliata e aggiornata del libro Il Viaggio in Sicilia pubblicata dall'editore veneziano Marsilio col titolo Viaggio in Sicilia. Da Ibn Giubair a Fernandez. Da registrare anche i libri di narrativa Il muro di vetro, Bavaria Klinik e L'uomo che non voleva essere padre (la seconda edizione di questo romanzo è stata tradotta in lingua spagnola dall'italianista Mercedes Gonzalez de Sande, dell'università di Oviedo).
Del mese di maggio 2012 è il saggio Il romanzo di Cagliostro, agile biografia dell'avventuriero del Settecento.

### Fotografo
- 1993, mostra di ottanta fotografie in bianco e nero, (Sala Mostre del Banco di Sicilia, Palermo). Il catalogo dal titolo La gente e le città. Taccuino fotografico di un giornalista (1947-1993), con la prefazione di Roger Peyrefitte e nota dell'autore, mostra immagini di un'Europa che non c'è più. La stessa mostra, in seguito a un invito pervenuto dal Consiglio d'Europa, è stata tenuta nel mese di settembre nel 1998 nella sede del Palazzo d'Europa a Strasburgo.
- 1999, Sicilia a metà del secolo: ottanta fotografie in bianco e nero sulla Sicilia degli anni cinquanta (Fondazione Federico II, Palermo)
- Volti del Novecento: ottanta foto in bianco e nero che ritraggono personaggi del secolo scorso, dal 1947 al 1999, Racalmuto, Agrigento, Fondazione Leonardo Sciascia, Catania, Salone del libro di viaggio.

## Premi e riconoscimenti
1967 Premio nazionale di giornalismo “Zanotti Bianco”
1988 Premio Goethe
1989 Premio Telamone e premio Sulmona di giornalismo
1991 Premio nazionale di giornalismo “Porsenna - Città di Chiusi”
1996-1999-2004 Premio della Cultura della Presidenza del Consiglio dei ministri
2004 Premio Thule della Fondazione Fragmenta
2005 Premio Paul Harris Fellowship della Fondazione Rotary International
2006 Premio Jalari per la letteratura nel giornalismo
2012 Premio Ignazio Buttitta

## Opere
- 1954 L'importanza della fotografia nel giornalismo, Associazione della Stampa, Palermo
- 1962 Impressioni di un viaggio, Edizione speciale di «Viaggiare»
- 1973-1996-1997 I nemici di Cagliostro, in “Compendio della vita e delle gesta di Giuseppe Balsamo denominato il Conte Cagliostro”, Mursia, Milano
- 1978 Nino Basile a quarant'anni dalla morte, in “Nino Basile, Palermo felicissima”, Vittorietti, Palermo
- 1979 La vera storia della Baronessa di Carini raccontata da Giuseppe Quatriglio e illustrata da Rito Arcuno (con incisioni), Seriprint Adriana, Palermo
- 1982 Santa Felicissima nell'incisione settecentesca di Giuseppe Ciaccio (con incisione), Epos, Palermo
- 1983 Gianni Pennisi e il collage, Salvatore Sciascia editore, Caltanissetta - Roma
- 1984 Il Cagliostro di Carlyle, Introduzione a Thomas Carlyle, “Il Conte Cagliostro”, Novecento, Palermo
- 1983 Giuseppe Vesco pittore, Salvatore Sciascia editore, 1983.
- 1984 I frati che ragionavano con i morti, in “La Porta del Sole”, Giornale di Sicilia - Novecento, Palermo
- 1985 Mille anni in Sicilia - Dagli Arabi ai Borboni, Ediprint, Siracusa-Palermo, 1985, seconda edizione 1986
- 1986 Bruno Caruso e la pittura della memoria, Salvatore Sciascia editore
- 1987 Il Re Sole e l'affronto del Vespro, in “La Porta del Sole”, Giornale di Sicilia - Novecento, Palermo
- 1988 Giuseppe Mazzullo, lo stile e la coerenza, in “Fondazione Mazzullo”, Salvatore Sciascia editore
- 1989
  - Il viaggio in Sicilia - Da Ibn Giubair a Peyrefitte, Arnaldo Lombardi editore, Siracusa-Palermo
  - Immagini e itinerari del Nisseno, Salvatore Sciascia editore
  - Uno straordinario castellano, in “Il giardino incantato di Filippo Bentivegna”, Novecento
- 1991
  - A thousand years in Sicily, Legas, New York
    - A thousand years in Sicily, Legas, New York, 1997, seconda edizione.
    - Mille anni in Sicilia, in lingua giapponese, Shinhyoron, Tokyo, 1997.

  - La Sicilia del Settecento nelle impressioni dei viaggiatori stranieri, Accademia nazionale di Scienze Lettere e Arti, Palermo
  - Prezzolini in Sicilia?, Cartevive, 1991.
- 1992 Postfazione a Roger Peyrefitte, “Dal Vesuvio all'Etna”, Arnaldo Lombardi editore
- 1993 Introduzione a Roger Peyrefitte, Ritorni in Sicilia, Arnaldo Lombardi editore, Siracusa-Palermo
- 1993-1998 La gente e le città - Taccuino fotografico di un giornalista (1947-1992) presentazione di Roger Peyrefitte, Banco di Sicilia, Palermo, Palazzo d'Europa, Strasburgo
- 1993 Mille anni in Sicilia - Dagli Arabi ai Borboni, con appendice di scritti storici, Arnaldo Lombardi editore
- 2002 Mille anni in Sicilia - Dagli Arabi ai Borboni, nuova edizione aggiornata, Marsilio editore, Venezia
- 1995
  - Giuseppe Isacco Whitaker e la sua passione per l'ornitologia, in “I Whitaker di Villa Malfitano”, Palermo
  - L'uomo-orologio e altre storie, Sellerio, Palermo
- 1996Mille anni in Sicilia - Dagli Arabi ai Borboni, Marsilio editore, Venezia
- 1998 Les gents et les villes - Carnet photographic d'un journalist (1947-1992), prefazione di Roger Peyrefitte, Palais d'Europe, Strasburgo
- 1999
  - Tremila anni a Palermo - Storia di una capitale, Arnaldo Lombardi editore
  - Storia di un ritrovamento in Giuseppe Pitré - Leonardo Sciascia, “Urla senza suono”, Sellerio editore
  - Sabìr, Sellerio editore, Palermo
- 2001La Donna scarlatta e le ombre, Leonardo La Rocca editore, Palermo
- 2002
  - Viaggio in Sicilia - Da Ibn Giubair a Fernandez, Marsilio editore
  - Michele Amari: il razionalista laico, in “Gli Arabi in Sicilia nei disegni di Bruno Caruso”, Gruppo editoriale Kalós, Palermo
  - Il guest book della Casa Italiana della Columbia University, Cartevive
- 2004
  - Antichi mestieri di Sicilia, Walter Farina
  - Scritti di Prezzolini a due intellettuali siciliani, Cartevive
- 2005 Il muro di vetro, Flaccovio
- 2006
  - Bavaria Klinik', Rubbettino
  - Prezzolini, Pirandello e i "no" di Tilgher, Cartevive
- 2007
- Il coccodrillo del Papireto, Il Girasole Edizioni
  - Prezzolini consigliere editoriale, Cartevive
- 2008
  - Michele Amari: l'epistolario dimenticato. Nuova Antologia
  - Il nipote di Pirandello e il suo teatrino - Ricordi del padre Fausto e un ritratto della nonna Antonietta, Pirandelliana, (pubblicata in febbraio 2009)

Il romanzo di Cagliostro, Rubbettino, maggio 2012